# ويليام هنري كوربيت
ويليام هنري كوربيت هو سياسي كندي، ولد في 6 يوليو 1847 بكافان في كندا، وتوفي في 25 نوفمبر 1941 بوينيبيغ في كندا.